# Cistugo lesueuri
Cistugo lesueuri é uma espécie de morcego da família Cistugidae. Pode ser encontrada na África do Sul e Lesoto.